# Косач Олена Антонівна
Олена Антонівна Косач (у шлюбі — Тесленко-Приходько; псевдоніми: Зовиця, Е. Ластівка, Олена Ластівка; 9 (21) січня 1845,  Мглин, Чернігівська губернія, Стародубщина (нині Брянської області Російської Федерації) — 9 лютого 1927, Київ) — українська письменниця зі Стародубщини, громадська діячка.
Сестра Петра Косача, Григорія Косача, Олександри Косач, тітка Лесі Українки, близька їй людина. Тітка та хрещена мати Михайла Косача. Мати рентгенолога Юрія Тесленка-Приходька.

## Життєпис
Походила із гербового заможного українсько-козацького шляхетства, яке після скасування Гетьманщини отримало всі права російського дворянства.

### Дитинство та юність
Народилася 9 (21 січня) 1845 року в місті Мглин Чернігівської губернії четвертою дитиною в сім'ї Косачів: батько — колезький секретар Антон Григорович Косач (1814–1910), мати — Марія Степанівна Чернявська (померла 3 (15) листопада 1848 р.). Після смерті матері дітей виховувала її рідна сестра Парасковія.
Олена отримала домашню освіту, а згодом закінчила акушерські курси при Київському університеті.

### Зрілість
1876 р. притягалася до дізнання у справі революційного українського гуртка в Єлисаветграді. Цього ж року з двоюрідною сестрою Ю. Й. Круківською (в шлюбі Бубнівською) сприяла втечі за кордон Анни Макаревич, передавши їй закордонний паспорт рідної сестри Олександри Косач. Відтоді перебувала під негласним наглядом поліції, який було знято 26 липня 1878 р. через закриття справи за браком доказів. Брала активну участь у народницькому русі.
З 1877 року разом з Людмилою Драгомановою працювала вихователькою в денному притулку для дітей робітників у Києві. Учасниця київського революційного гуртка «бунтівників».
Узимку 1878–1879 р. жила в Петербурзі, працювала акушеркою в лікарні.
Заарештована після 13 березня 1879 року в зв'язку із замахом на шефа жандармів Олександра Дрентельна. Була ув'язнена в Литовському тюремному замку. За розпорядженням міністра внутрішніх справ від 21 квітня 1879 р. вислана з Петербурга до Олонецької губернії під гласний нагляд поліції. З 8 травня цього ж року переведена до міста Пудожа Олонецької губернії (нині місто в Карелії, РФ), де пробула до 1881 р. Після постанови Особливої наради вислана в Західний Сибір — ще на п'ять років до міста Ялуторовська Тобольської губернії (нині місто Тюменської області, РФ).
На початку 1884 року одружилася з засланцем П. В. Тесленко-Приходьком. 25 грудня цього ж року народила сина Юрія.
1891 р., відбувши термін заслання, разом із сином відвідала родину брата Петра Антоновича в Луцьку й Колодяжному.
Влітку 1895 р. повернулася з сином із Сибіру.
1896 р. після повернення з заслання чоловіка жила в Ризі, а згодом і на Волині (Запруддя).
Під час Першої світової війни переїхала з родиною до Києва (вулиця Лабораторна, 11).

### Останні роки
Померла в Києві 9 лютого 1927 року. Була похована на Байковому цвинтарі поруч із могилою Людмили Драгоманової, приятельки з молодих літ. Поховання нині втрачене.

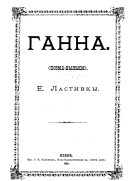
«Ганна» Олена Ластівка (1881 р.)

## Творчість
Авторка низки гумористичних та історичних віршів українською мовою та стилізованої під Тараса Шевченка поеми-билиці «Ганна» (видана 1881 року під псевдонімом Олена Ластівка коштом брата Петра) — про недолю вбогої вдови, в якої загинув син-підпасич.
Косачів-племінників захоплювала цікавими й образними розповідями, які згадує Леся Українка у вірші «Забуті слова». Своїй «тьоті Єлі» Українка також присвятила вірш «Надія».